# Джавад Саад аль-Даулі
Джавад Саад аль-Даулі (перс. جواد سعدالدوله; 1 квітня 1856 — 3 лютого 1930) — іранський державний діяч, прем'єр-міністр країни за часів правління Мухаммеда Алі Шаха.

## Кар'єра
Від 3 грудня 1893 до 15 липня 1896 року обіймав посаду посла Персії в Бельгії. Під час конституційної революції отримав пост міністра закордонних справ та одночасно очолив уряд. Того ж, 1909 року, він обіймав посаду міністра торгівлі.